# Lunan (Lot)
Lunan ist eine französische Gemeinde mit 614 Einwohnern (Stand 1. Januar 2022) im Département Lot in der Region Okzitanien. Sie gehört zum Arrondissement Figeac und zum Kanton Figeac-2. 
Sie grenzt:
- im Norden an Viazac,
- im Osten an Saint-Jean-Mirabel und Saint-Félix,
- im Südosten an Lentillac-Saint-Blaise,
- im Südwesten an Capdenac,
- im Westen an Figeac.

## Sehenswürdigkeiten

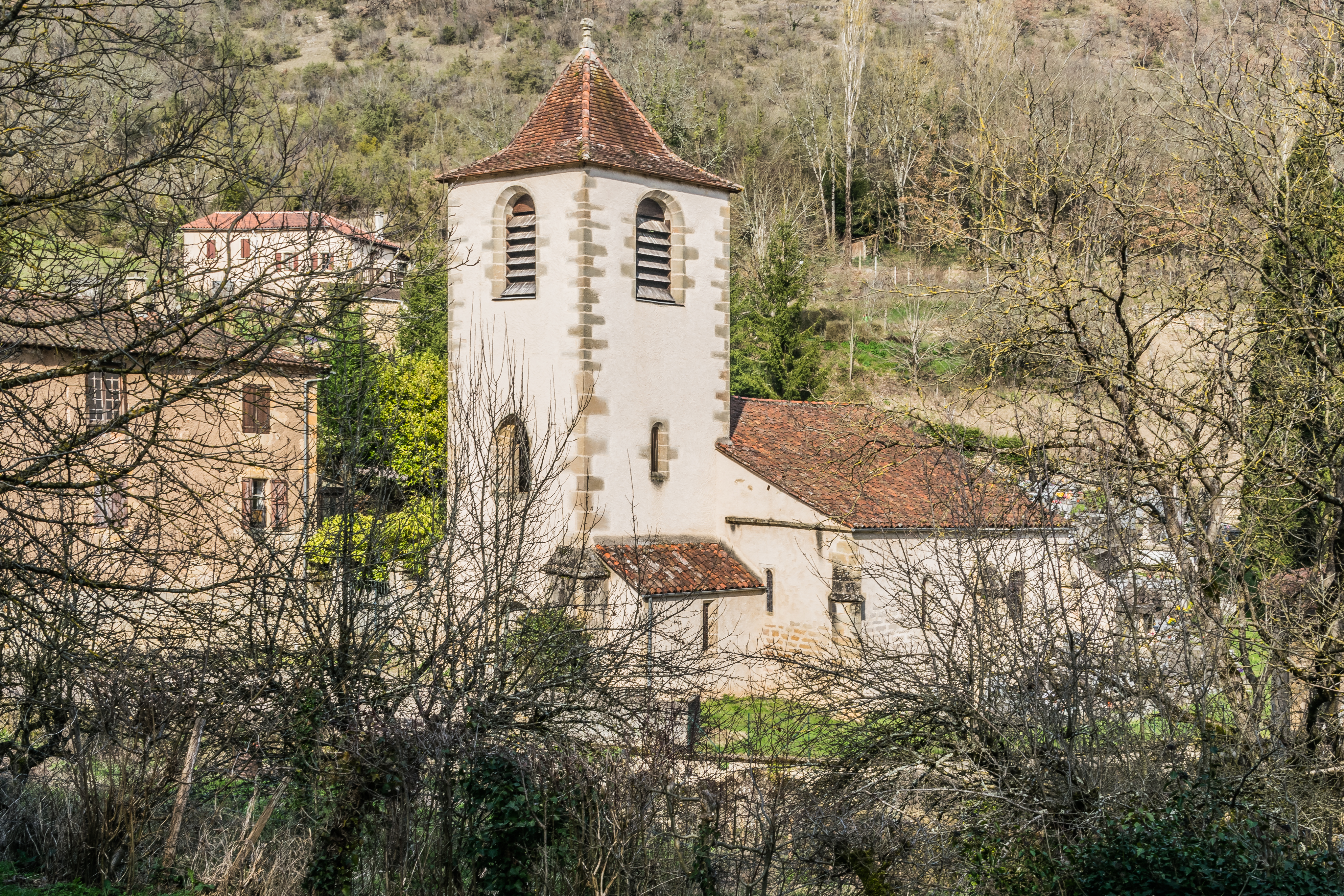
Romanische Kirche Saint-Martin, Monument historique seit 1973

## Bevölkerungsentwicklung
| Jahr      | 1962 | 1968 | 1975 | 1982 | 1990 | 1999 | 2008 | 2018 |
| --------- | ---- | ---- | ---- | ---- | ---- | ---- | ---- | ---- |
| Einwohner | 206  | 186  | 216  | 309  | 314  | 362  | 498  | 580  |